# 林赛·惠伦

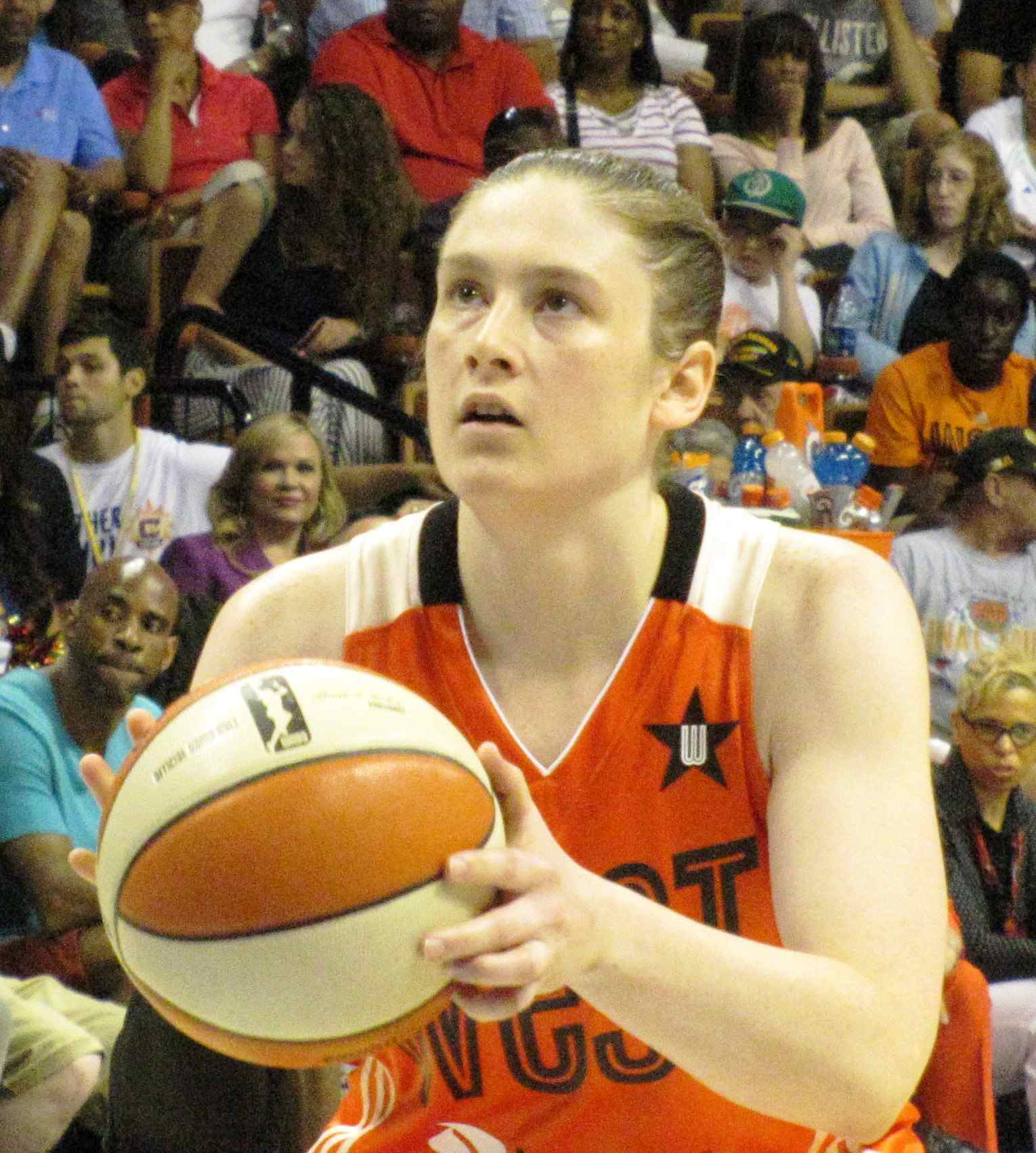
林赛·玛丽·惠伦·格雷弗

林赛·玛丽·惠伦·格雷弗（英語：Lindsay Marie Whalen Greve，1982年5月9日—），美国前职业篮球运动员，现任明尼苏达大学女子篮球队主教练。她曾随美国国家队参加2012年和2016年两届奥运。